# 叶立培
叶立培（1944年—），澳大利亚华人企业家。浙江宁波人。

## 生平
1944年生于上海，早年曾任数学教师。1979年，迁居澳大利亚。早年在澳大利亚投资纺织品贸易。1989年，投资深圳房地产业。20世纪90年代，开始投资上海房地产，担任仲盛集团的董事长。
20世纪90年代初期，叶立培投资开发上海闵行地区，将一块35万平方米的荒地开发成闻名的别墅区“名都城”，一举成名。2003年6月，投资18亿之巨，在上海莘庄地区兴建建筑面积达28万平方米的仲盛商业中心，是上海市最大的购物商城项目，也是亚洲最大Shopping Mall。2004年，仲盛集团投资上海陆家嘴地区，兴建上海银行大厦。 叶立培故有“上海滩大房东”和“上海地产大王”之称。
叶在胡润百富榜和福布斯中国大陆富豪榜均有列名。

## 家庭
有子叶茂菁。第二任妻子李珩。弟叶立润，毕业于北京大学物理系，曾是清华大学讲师，现任天宸股份有限公司董事长。